# 세 시대 체계
세 시대 체계(three-age system) 구분법은 인류의 선사 시대를 세 개의 연속된 기간으로 분류하는 것으로 각각의 주요 사용 도구를 기준으로 이름을 붙였다.
- 석기 시대
- 청동기 시대
- 철기 시대

이 체계는 유럽과 지중해 사회의 발전을 가장 잘 반영하며, 다른 지역의 역사를 설명하는 데도 사용되어 왔다. 이러한 체계의 구분법은 너무 기술 중심적이라고 비난을 받아 왔다.

## 기원
이 시대 구분의 정식적인 소개는 덴마크의 고고학자 크리스티안 위르겐센 톰센에 의해 1820년대 덴마크 국립박물관의 수집품들 중 유물을 분류하기 위해 제안되었다. 톰센은 선사 시대 문화를 도구에 의한 분류를 처음 사용한 사람은 아니었다. 프랑스의 골동품상이었던 니콜라스 마후델(Nicholas Mahudel)도 18세기 초기에 유사한 체계의 제안을 하였고, 이러한 개념은 중간 백년동안 많은 지지를 받았다. 이러한 체계는 혁명적이었고, 이전 선사시대 고고학의 정립되지 못한 무질서한 체계와 비교할 때 엄청난 개선이었다.

## 석기시대 구분
1865년 유라시아의 석기 시대가 존 러벅의 저서 《선사 시대(Prehistoric Times)》에서 처음 용어를 쓴 이후 처음으로 구석기 시대(Palaeolithic)와 신석기 시대( Neolithic)로 분류되었다. 또한 보다 더 세분화된 구분법이 소개되어 모든 시대를 초기, 중기, 말기로 나누게 되었다. 아프리카 고고학자들은 《고석기 시대(Old Stone Age)》, 《중기 석기시대(Middle Stone Age)》 그리고 《말기 석기새시대(Late Stone Age)》라는 용어를 더 선호하였다. 어떤 문화의 고고학적 증거에서는 《구리 시대》를 《신석기 시대》와 《청동기 시대》 사이에 삽입할 필요가 있게 한다. 《거석문화 시대(Megalithic)》는 단순히 어떤 특정한 시기를 언급하는 것은 아니라 단지 특정 시기의 고대인들이 사용한 거대한 돌을 사용한 시기를 설명하기 위해 사용한다.

## 연대측정
서열화, 유형론, 계층화 분야에도 많은 발전이 있었고, 유물의 조합적인 연대측정과 보다 더 세련된 방법이 제시되었다. 그러나 연대의 정확한 수치는 이러한 세 시대 체계를 이용해서 제시할 수 없는 것들이며, 이것들은 단지 상대적인 수치의 배치만 제공하는 것들이다. 고대 이집트의 수치가능한 연대측정으로 유럽과 근동을 정렬하려는 많은 노력이 있어 왔다. 그러나 탄소연대측정법과 같은 보다 직접적이고 확실한 과학적 연대측정법은 20세기 중반까지 개발되지 못했다.

## 적용의 문제점
세 시대 체계는 유럽과 지중해 외부의 체계에 완전히 적용시키는 데는 무리가 따른다. 어떤 사회는 특정 단계를 뛰어넘거나 사회가 필요로 하지 않았기 때문에 아예 없는 경우도 있다. 남미의 어떤 아마존 부족은 여전히 신석기 시대에 머물러 있거나, 아프리카 사하라 주변에서는 석기에서 철기로 기술적 진보가 일어났기 때문에 청동기 시대가 존재하지 않는다.
또한 하나의 단계에서 또 다른 단계로의 이전은 빠르고, 정확하게 일어나지 않는다. 유럽의 철기 시대에도 여전히 제한적이기는 하지만, 뗀석기가 남아있었고, 기술적으로 신석기 시대임에도 불구하고 초기의 금속 유물이 등장하기도 한다.
사회의 진보를 측정하는 세 시대 체계는 종종 아주 부정확하다. 어떤 사회의 유물이 전혀 다른 단계의 시대에 나타나기도 한다. 예를 들면, 고대 마야의 사회에서는 유럽의 르네상스 시기에 버금가는 수학과 천문학을 가지고 있었다. 고대 잉카 문화에서는 기원전 1500년 대에나 시작되는 금속제품을 가지고 있었다. 일본은 기원전 10000년 경에 도기를 가지고 있었지만 청동기는 없었고, 벼농사는 기원전 1000년에서 기원전 500년 경이 되어서야 시작되었다.

### 예:한반도의 선사 시대
이 시스템을 유럽 외부의 세계에 적용시키는 데서 생기는 어려움은 한국의 선사시대에서 잘 나타난다. 세 시대 체계는 일본의 식민지 이후 일본과 달리 〈한국은 청동기 시대가 없었다〉는 일본 식민지 고고학자들의 잘못된 요구에 부합하기 위한 수단으로 적용이 되었다. 대신 후지타 료사쿠와 같은 일본 고고학자들은 한반도가 석기 시대 문화에서 《동석병용기 시대(Chalcolithic)》나 《동석 시대 문화》(Eneolithic culture, 청동의 발견 이전 순동만 사용하던 시대)로 바뀌었다고 부정확한 가설을 세웠다. 세 시대 구분 체계는 한국의 선사시대의 독특한 복잡성에 맞지 않는다는 사실에도 불구하고 1950년대에서 1990년대까지 학자들과 일반 대중들에 의해 폭넓게 사용되었다. 예를 들면, 최근까지 한국의 고고학자들이 사용한 시대구분 도식에서는 신석기는 기원전 8000년 경에 시작되어 기원전 1500년 경까지 지속되었다고 나온다. 고대민족식생의 연구에서 최초의 경작이 기원전 3500년 경까지 시작되지 않았음을 명확하게 지적함에도 불구하고 그러하다.
게다가 고고학자들은 청동기 시대가 기원전 1500년경에서 기원전 1000년경에 시작되었으며, 기원전 300년경까지 지속되었다고 계속 주장해 왔다. 그러나 이러한 주장은 거부되어 왔다. 비록 청동기가 기원전 700년경에 바뀌었다고 할지라도 청동 기술은 기원전 700년경까지 한반도에 적용되지 않았다.
고고학자들의 기록은 청동이 기원전 400년 이후에는 비교적 많은 량이 소비되지 않았다고 명확히 지적하고 있다. 그러한 한국의 선사시대에 대한 조잡한 끼워맞추기 적용에도 불구하고 초기 한국 역사(기원전 300년에서 기원후 668년)를 전공한 일부 학자들은 지속적으로 신석기 - 청동기 - 철기 시대의 구분을 계속 사용하고 있다. 반면 대부분의 선사시대 고고학자들은 세 시대 구분의 문제점을 인지하고 있으며, 빗살무늬토기 시대(기원전 8000년경 ~ 기원전 1500년경)와 민무늬토기 시대(기원전 1500년경~기원전 300년경)와 같이 도기 제작 무늬와 기술에 대한 변화에 근거한 시대 구분을 채용하고 있다.

## 현 시대의 구분법
비록 세 시대 구분 체계가 현대 고고학 발견에 점점 부정확해 지고, 사용 빈도가 줄어들기는 하지만, 오늘 날에도 여전히 선사시대 고고학적 개념을 뒷받침하는 용어로서 고고학자들이나 사람들의 인식 속에 깊이 남아 있다. 선사시대 고고학에 관련된 시대 분류 체계로서의 친숙함은 대중들에게 고고학적 정보는 더 이해하기 쉽게 전달해 준다.
| 시대        | 기간                       | 도구                                                                                                   | 경제                                                          | 주거형태                                                     | 사회                              | 종교 |
| ----------- | -------------------------- | --- | ------------------------------------------------------------- | ------------------------------------------------------------ | --------------------------------- | --- |
| 석기 시대   | 구석기 시대                | 손으로 만든 도구 또는 자연물 – 몽둥이, 곤봉, 날카로운 돌, 썰개, 손도끼, 긁개, 창, 작살, 뼈바늘, 뼈송곳 | 수렵과 채집                                                   | 이동식 주거 – 동굴, 오두막, 동물 가죽, 강이나 호수서 얻은 것 | 수렵과 채집을 위한 군집(25~100명) | 사후에 대한 믿음이 나타나는 증거가 초기 신석기 시대에 매장풍습이나 조상숭배와 같은 것에서 발견. 선사 시대 제사장이나 무당 등장. |
| 석기 시대   | 중석기 시대 (준구석기시대) | 손으로 만든 도구나 자연물 – 활과 화살, 어망, 배                                                        | 수렵과 채집                                                   | 이동식 주거 – 동굴, 오두막, 동물 가죽, 강이나 호수서 얻은 것 | 부족이나 군집                     | 사후에 대한 믿음이 나타나는 증거가 초기 신석기 시대에 매장풍습이나 조상숭배와 같은 것에서 발견. 선사 시대 제사장이나 무당 등장. |
| 석기 시대   | 신석기 시대                | 손으로 만든 도구나 자연물 – 끌, 괭이, 쟁기, 멍에, 낫, 곡식, 보리, 직기, 질그릇 (도기) 그리고 무기류    | 신석기 혁명 - 농경으로 전이. 채집, 수렵, 어로 그리고 가내목축 | 농장                                                         | 신석기 말기에 부족이나 읍락형성   | 사후에 대한 믿음이 나타나는 증거가 초기 신석기 시대에 매장풍습이나 조상숭배와 같은 것에서 발견. 선사 시대 제사장이나 무당 등장. |
| 청동기 시대 | 청동기 시대                | 구리나 청동기, 도공용 녹로                                                                             | 농경 – 목축 – 세공, 무역                                      | 농장                                                         | 신석기 말기에 부족이나 읍락형성   | 사후에 대한 믿음이 나타나는 증거가 초기 신석기 시대에 매장풍습이나 조상숭배와 같은 것에서 발견. 선사 시대 제사장이나 무당 등장. |
| 철기 시대   | 철기 시대                  | 철기                                                                                                   | 농경 – 목축 – 세공, 무역                                      | 도시의 형성                                                  | 국가의 형성*                      | 사후에 대한 믿음이 나타나는 증거가 초기 신석기 시대에 매장풍습이나 조상숭배와 같은 것에서 발견. 선사 시대 제사장이나 무당 등장. |

- 국가의 형성은 이집트와 메소포타미아에서는 청동기 시대 초기에 시작되며, 후기에 최초의 황제가 발견된다.

## 같이 보기
- 고고학적 시대분류 목록